# 甲状腺自己抗体
甲状腺自己抗体（抗甲状腺抗体、Anti-thyroid autoantibodies、またはanti-thyroid antibodies）とは甲状腺の成分を抗原とする自己免疫性甲状腺疾患で陽性となる自己抗体である。橋本病で陽性となる抗TPO抗体、抗Tg抗体とバセドウ病で陽性となる抗TSH受容体抗体が有名である。

## 抗TPO抗体と抗Tg抗体

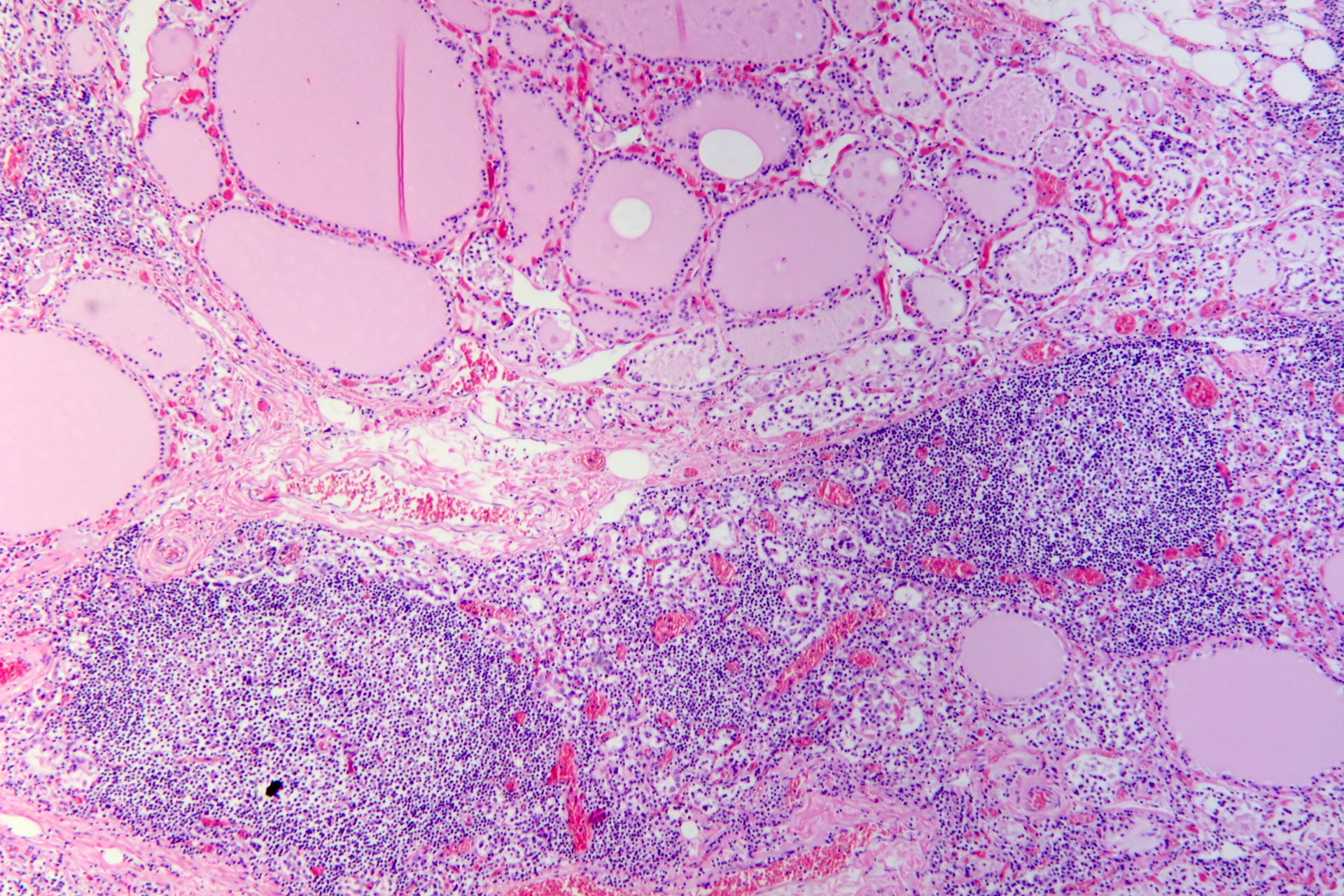
橋本病のリンパ球浸潤、HE染色。

### 概略
サイログロブリン（Tg）とは分子量66万の蛋白質であり甲状腺内濾胞細胞で合成後、甲状腺濾胞コロイド内に蓄えられている。抗Tg抗体とはTgに対する自己抗体である。一方甲状腺ペルオキシターゼ（TPO）はTg上のチロシン残基のヨード化およびヨードチロシンのカップリングに働く膜結合蛋白質である。TPOは甲状腺マイクロゾーム分画の主成分で、以前甲状腺マイクロゾーム抗体（MCHA、MCPA）とも呼んでいたが、2015年現在ではTPOを抗原として測定しているため抗TPO抗体と呼ばれる。抗Tg抗体、抗TPO抗体は橋本病とバセドウ病で陽性となるが、橋本病の陽性率が高い。びまん性甲状腺腫を認める場合や甲状腺機能異常がある場合は抗Tg抗体、抗TPO抗体の双方を測定する。
抗Tg抗体、抗TPO抗体自体は甲状腺機能に影響しないが甲状腺機能低下症を発症した橋本病では双方の抗体とも抗体価が高い。また抗TPO抗体は細胞障害活性をもつという報告があるが抗Tg抗体では定かではない。胎盤移行性があるが胎児の甲状腺に影響を及ばさない。
甲状腺自己抗体が陽性であるということは自己免疫反応が存在し、抗体価が高いほどその程度が強いとみなされる。しかし病因としての役割は進行中の自己免疫反応を増幅させる二次的なものにすぎない。こういった意味では抗TPO抗体と抗Tg抗体は甲状腺自己免疫の有効なマーカーにすぎない。橋本病で甲状腺に対する自己免疫障害を開始させるには、T細胞が関与した傷害が必要であると推測されている。

### 測定法
静脈血から採血し、遠心分離器で遠心処理を行い血清を分離する。食事、日内変動、運動などによる変化は認められない。保存条件は保存期間が数日ならば冷蔵、長期保存の場合は冷凍保存をする。抗TPO抗体と抗Tg抗体の測定法にはラジオイムノアッセイ（RIA）法、サイロイドテスト（TGHA）、マイクロゾームテスト（MCHA）などの粒子を用いた受身凝集反応（PA法）、Non-RI法がある。2015年現在はPA法とNon-RI法が主流である。
PA法
マイクロゾームテストとサイロイドテストは受身凝集反応を原理とする半定量の測定法である。マイクロゾームテストをMCHA、サイロイドテストをTGHAという。本テストの利点は機械が必要ではなく、簡便でかつ安価なことである。受身凝集反応とは、抗原を固相した担体（ゼラチン粒子や赤血球など）を用いて抗体を検出する凝集反応であり、抗体が存在する場合には抗原抗体反応により複合体が形成されて凝集塊が目視できるようになる。サイロイドテストで用いる抗原はヒト甲状腺組織から抽出精製したTg抗原であり、マイクロゾームテストに用いられる抗原は甲状腺マイクロゾーム抗原である。マイクロゾーム抗原は純化されておらずTPO以外にTgも含まれている。
RIA法
精製したヒトTg、TPOを125Iで標識して抗原とし、標識抗原－患者抗体複合体を定量測定する方法である。放射性同位元素をもちいるため、特殊な設備が必要であったがNon-RI法が出てくるまでは広く用いられていた。以下のような6つの欠点があった。まずは放射線暴露の危険性があること、放射性廃棄物の処理と廃棄が困難であること、通常用いられる125Iの半減期が約60日と比較的短く、またRIの放射能により標的蛋白の変性がおきるため試薬の有効期限が短くコストがかかること、γカウンターなど特殊施設が必要であること、反応時間が長く診察前に結果を出すことが困難であること、用手法であるという欠点があった。このため検査センターで外注されることが多かった。
Non-RI法
酵素免疫測定法（EIA）、蛍光酵素免疫測定法（FEIA）、電気化学発光免疫測定法（ECLIA）、化学発光酵素測定法（CLEIA）も開発されている。感度、特異度はRIA法に劣るが測定時間が短く、自動分析装置が利用でき、施設の制約がないという利点から広く使用されている。免疫測定法は測定法の標準化が困難で測定試薬によって抗体価が異なる。また測定原理がRI法に比べて複雑なため施設間で差がでやすい。

### 測定上の注意
高濃度のTg検体
濾胞性腫瘍や甲状腺癌遠隔転移患者ではTgが異常高値になる症例が認められる。この場合、抗Tg抗体が偽低値、偽高値を示す場合ある。これはTgが高濃度で存在する場合、血中でTg/抗Tg抗体複合体が形成され抗Tg抗体が測定試薬と反応できなくなるためと考えられている、しかしバセドウ病や橋本病でTgが異常高値となる例は非常に少ないため抗Tg抗体の測定上おおきな問題にはならないと考えられている。

### 疫学
米国の健康栄養調査NHANESⅢ（National Health and Nutrition Examination Survey Ⅲ、対象17353名、12歳以上）において抗Tg抗体の陽性率は13.0％（女性17.0％、男性8.7％）、抗TPO抗体の陽性率は11.5％（女性15.2％、男性7.6％）でありいずれかが陽性である率は18％であった。日本の人間ドック受診者を対象とした研究ではいずれかが陽性な者は25.3%であった（1818人の日本人健常者、平均51.3歳±SD9.0歳）。甲状腺機能が正常の橋本病を追跡すると5年後に4.9％、10年後に15.8％が機能低下症になったと報告されている。また5年間に17％、10年間で46％の症例で一過性の機能異常がみられた。甲状腺機能低下症の橋本病を追跡すると5年後に30％、10年後に40％の症例で正常化した。橋本病の甲状腺機能は意外に変動しやすいので注意が必要である。橋本病による甲状腺機能低下症の一般人口における頻度は約2％であり橋本病の約10％にすぎない。

### 臨床的意義
橋本病の診断
甲状腺濾胞腺腫の手術時に得られた検体と抗TPO抗体、抗Tg抗体の関連を比較した報告によると抗Tg抗体が陽性ならば94.4％、抗TPO抗体が陽性ならば87.5％、双方陽性ならば100％甲状腺にリンパ球浸潤が認められたと報告されている。
橋本病の予後予測
出産後甲状腺異常症の予測
甲状腺癌リスク
甲状腺分化癌の再発予測
潜在性甲状腺異常症
薬剤性甲状腺機能低下症の予測
橋本脳症の診断
橋本脳症では髄液中の抗甲状腺抗体が陽性となると報告されていたが小脳失調型橋本脳症では髄液中の抗甲状腺抗体が陽性のものはいなかった。

### トピックス
視神経脊髄炎と抗甲状腺抗体
抗AQP4抗体陽性の視神経脊髄炎患者では健常者とくらべて抗甲状腺抗体の陽性率が有意に高かった。抗甲状腺抗体陽性群と抗甲状腺抗体陰性群のEDSSを比較すると抗甲状腺抗体陽性群が有意に高値であった。TgとTPOは自己免疫性疾患の原因となる主要な自己抗原である。TgとTPOにはいくつかの抗原結合領域がある。Tgのエピトープマッピングにより7つの抗原領域が特定されている。最初の抗原部位であるTgのアミノ酸89～149にはVDAEGモチーフがありミエリン塩基性タンパク質（MBP）の2番目の免疫優性ペプチド143～168のVDAEGモチーフと交差反応することができる。すなわちTgエピトープとMBPエピトープで分子模倣（molecular mimicry）が生じる可能性がある。MBPに対する抗体は脱髄を誘発できるため、抗Tg抗体のMBPへの交差反応は視神経脊髄炎の病態を修飾する可能性がある。しかし抗甲状腺抗体と視神経脊髄炎の関連は不明なことが多い。

## 抗TSH受容体抗体

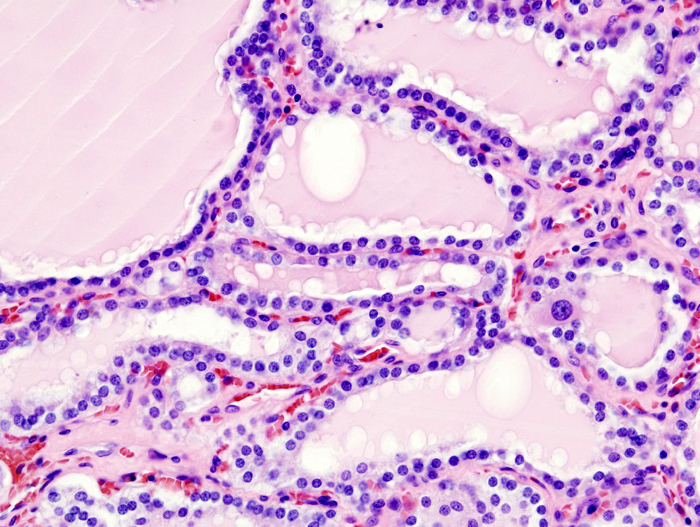
バセドウ病の甲状腺過形成、HE染色。

### 概略
TSH受容体は分子量85KDaの764アミノ酸から構成される単鎖蛋白で甲状腺、リンパ球、線維芽細胞、眼窩後部の脂肪細胞などに発現している。TSH受容体に対する自己抗体は甲状腺を刺激する場合にはバセドウ病による甲状腺機能亢進症を抑制する場合には甲状腺機能低下症を引き起こす。抗TSH受容体抗体の測定はバセドウ病や甲状腺機能低下症の診断および治療効果の観察に有用である。
バセドウ病では自己免疫機序により出現する刺激型のTSH受容体抗体が甲状腺のTSH受容体に結合することで甲状腺を刺激してT3、T4が過剰に分泌され、甲状腺機能亢進症を引き起こす。このように抗TSH受容体抗体はバセドウ病における甲状腺機能亢進症の成因として広く認知されている。一方で甲状腺機能低下症の多くは自己免疫機序によって甲状腺組織が破壊される橋本病を原因疾患とするが、一部の機能低下症では阻害型の抗TSH受容体抗体が関与しているものもあり、甲状腺腫のない萎縮性甲状腺炎や新生児の一過性甲状腺機能低下症の原因となる。

### 歴史
1956年にニュージーランドのAdams＆Purvesにより、バセドウ病患者の血中から異常甲状腺刺激物質としてLATS(long acting thyroid stimulator)が発見された。1964年にKrissらはLATSがIgGであることを明らかにし、バセドウ病の自己免疫説が提示された。バセドウ病患者のLATS陽性率が低いことよりさらに検討が進められ、1967年AdamsらはLATS陰性のバセドウ病患者血中には、甲状腺ホモジネートによるLATS活性の九州を抑制するIgGがあることを発見し、LATS-protectorとして報告した。1974年、Smithらは標識ウシTSHと可溶化ブタ甲状腺細胞膜を用いるTSH radio-receptor assay（RRA）法を確立した。この測定法においてバセドウ病患者のIgGがTSHのレセプター結合を阻害することを明らかにし、この活性をTSI（thyroid stimulationg immunoglobulin）と呼んだ。この結果から甲状腺刺激抗体はTSHレセプター抗体であると考えられるにいたり、その後OrgiazziらによるHuman adenyl cyclase stimulator(HTACS)のアッセイ系が確立された。その後、甲状腺機能低下症患者からRRA法で検出されるが、HTACSで刺激活性を認めないブロッキング抗体が発見され、TSIからTSII（TSH-binding inhibotor immunoglobulin、TSH結合阻害抗体）という呼称へ変更が提唱された。HTACSはlow salt Hank's balanced salt solutionを用いることでcyclic AMP増加反応が著しく上昇することから、培養甲状腺細胞（ヒト甲状腺腫細胞、ブタ甲状腺細胞およびFRTL細胞）を用いて高感度な甲状腺刺激活性（TSI）のアッセイと改良された。

### 測定法
2015年現在、TSHレセプター抗体の測定法にはTSHレセプターへの自己抗体の結合活性を検出するレセプターアッセイと抗体による甲状腺細胞の刺激活性あるいは抑制活性を指標として測定するバイオアッセイの二通りがキット化されている。前者には標的されたTSHのTSHレセプターへの結合阻害作用を指標とするTBII、いわゆる抗TSH受容体抗体（TRAb、TSH reseptor antibody）がある。後者には甲状腺細胞を刺激し、そのcAMP産出能を指標として検出されるTSAb（甲状腺刺激抗体、thyroid stimulating antibody）ならびにTSH作用を阻害するブロッキングタイプの抗体を検出するためにTSHによる刺激抑制効果をみるTSBAb（甲状腺刺激阻害抗体、thyroid stimulation blocking antibody）がある。

### 測定上の注意
LATSの発見から50年以上経過してTSHレセプター抗体測定法は大きく進歩しバセドウ病診断という点からはほぼ満足できる感度と特異度を得るに至った。しかしバセドウ病から機能低下に陥る例や逆に機能低下症から亢進症に移行する例でTSAbとTSBAbのバランスの変化も報告されており、抗TSH受容体抗体の性質の変化が病態に関連することがわかってきた。TRAb測定法の世代間で測定値が乖離する例も報告されており、抗TSH受容体抗体の多様性が関与していると考えられている。現在のTRAb（TBII）測定法は刺激型と阻害型の抗体を区別することができず、今後はTSAbとTSBAbのエピトープを分離した機能特異的TRAb（TBII）の開発が望まれる。
橋本病や無痛性甲状腺炎の一部の症例においてもTRAbが出現することがあり、注意を要する。橋本病のTRAbは高感度法でも低濃度（1.5～3.0IU/L）であることが多くTSBAb陽性を示す群もある。これらは自己免疫性甲状腺炎に伴うTRAb陽性なのか、橋本病の症状を呈したバセドウ病なのか議論があるところである。
高感度のTRAb測定においては、未治療甲状腺中毒症の鑑別診断のカットオフ値と寛解判定のためのカットオフ値を区別する必要性も検討されている。また診察前検査ではインキュベーションの時間を長くとれないことにより、低値での再現性に問題が存在する可能性も報告されており、今後の検討が必要と考えられる。

### 臨床的意義
バセドウ病の診断
バセドウ病の治療経過観察
抗甲状腺薬中止の目安
抗甲状腺薬中止後の再発の指標
バセドウ病患者妊娠における胎児甲状腺機能亢進症、新生児甲状腺機能亢進症の予測
甲状腺機能低下症の診断

## 抗αエノラーゼ抗体

### 概略
エノラーゼは1934年にLohmanとMayerhofらによって発見された解糖系の酵素である。2-ホスホグリセリン酸をホスホエノールピルビン酸に加水分解する酵素である。細胞内に非常に豊富に存在する蛋白質のひとつである。哺乳類ではα、β、γの3種類のアイソザイムが存在し、それぞれ別遺伝子でコードされる。αエノラーゼはENO1あるいはnon neuronal enolase(NNE)と呼ばれほぼすべての組織に存在する。βエノラーゼはENO3またはneuron-specific enolase(NSE)ともよばれ神経組織に発現している。γエノラーゼはENO2あるいはmuscle-specific enolase(MSE)とも呼ばれ、主に筋肉組織に発現している。ヒトの酵素活性のあるエノラーゼアイソザイムはホモ二量体で1サブユニットの活性中心に2分子のマグネシウムイオンが補欠分子として存在している。αエノラーゼは解糖系の中心的な酵素としてだけではなく、プラスミノーゲン受容体であり、細胞膜内外の多くの分子と結合し様々な病態に関与している多機能蛋白質として考えられるようになっている。
αエノラーゼに対する自己抗体が多くの感染症、炎症性疾患、自己免疫性疾患で高頻度に検出される。橋本脳症との関連が報告されているために広義の甲状腺自己抗体として扱う。全身性エリテマトーデス、混合性結合組織病、全身性強皮症、関節リウマチ、ベーチェット病、多発性硬化症、橋本脳症（橋本病脳炎）、傍腫瘍性網膜症など自己免疫性疾患で高頻度に検出される。健常人対照では自己抗体の出現率は0～6％に対して上記疾患では20～60％に及ぶ。特に橋本病では非脳炎発症者では20％程度の陽性率であるのに対して脳炎発症者では80％程度に検出される。このように広範な疾患で自己抗体が出現するため、特定の疾患のバイオマーカーとなるえないが、個々の自己免疫疾患では病勢や治療薬への反応性のよい指標として利用できる。αエノラーゼは細胞表面に発現しているため自己抗体は単なる疾患のマーカーだけでなく、病因そのものとなりえる。N末端領域のαエノラーゼ抗体は抗NAE抗体（NH2-terminal of alpha-enolase）は特異度90％、感度50％の橋本脳症のバイオマーカーとして知られている。

### エノラーゼの作用
プラスミノーゲン受容体
αエノラーゼは解糖系の中心的な酵素としてだけではなく細胞膜内外の多くの分子と結合し様々な病態に関与している多機能蛋白質として考えられるようになっている。多機能の多くはプラスミノーゲン受容体であることに由来している。プラスミノーゲン受容体としてのαエノラーゼの最も重要な役割は他の受容体と同じく、細胞表面でのプラスミノーゲンのプラスミンへのタンパク分解的な活性化の促進とその保持による活性の安定化である。またプラスミンは細胞外蛋白質の分解だけでなく、その膜結合依存性に細胞内シグナル伝達経路の活性化を引き起こすことが知られている。また細胞外のαエノラーゼは自己抗体に対する標的となり、免疫複合体の形成、補体の活性化などを通して組織障害を誘導することになる。
細胞内αエノラーゼの役割
細胞内αエノラーゼは解糖系酵素としての側面、細胞骨格蛋白質結合、転写因子、ストレス応答蛋白質としての側面がある。あらゆる細胞において生存のための解糖系の酵素としてのαエノラーゼの重要性に変わりはない。特に癌細胞の代謝の特徴である好気的条件下での解糖系依存性のATP合成の亢進（ワールブルグ効果）は近年その分子的機構が解明が進んでいる。その中のひとつにαエノラーゼの発現亢進がある。またエノラーゼを含む多くの解糖系はアクチンや微小管と結合して集合しており、効率的な解糖反応の進行に重要と考えられている。

### 橋本脳症
橋本病は1912年に日本人の橋本策氏によって見出された自己免疫性の慢性甲状腺炎である。橋本病には精神・神経症状（脳症）を伴うことがあり、多くは甲状腺機能低下症に伴う粘液水腫性脳症である。1966年英国の医師Brainらによって粘液水腫性脳症とは異なる橋本病に伴う自己免疫性脳症の1人の患者が報告された。1991年に英国のShawらによって同様の5症例が報告されこのときはじめて橋本脳症（Hashimoto encephalopathy）という新しい疾患名が提唱された。しかし橋本脳症は早期診断と治療によって軽快する疾患にもかかわらず、臨床徴候が多彩であるため診断は容易ではなかった。そのため、独立した疾患単位としての異議が呈された時期もあった。福井大学の米田らは血清中のバイオマーカーをプロテオミクスの手法を用いて自己抗体とその抗原を検索した。臨床的に橋本脳症と考えられる患者血清が脳蛋白と特異的に反応するスポットを二次元電気泳動（SDS-PAGE/等電点）を用いて網羅的にスクリーニングし、抗原候補分子として解糖系酵素αエノラーゼを同定した。検証のため、全長αエノラーゼcDNAをヒト脳ライブラリーよりクローニングし、Hu抗原などで行われているように大腸菌で大量発現させ組み換え、全長αエノラーゼ蛋白を調節した。しかしこれを用いた免疫グロットでは橋本脳症患者と対照者で全く差がみとめられなかった。大腸菌と異なり真核生物では遺伝子が蛋白質に翻訳された後にリン酸化やメチル化などの翻訳後修飾が起こることがしられている。そこで翻訳後修飾が免疫反応性に影響している可能性を考慮してヒトの培養細胞を用いて全長αエノラーゼを調整したところ、橋本脳症患者血清と対照者で差が認められた。さらに患者と対照血清間での特異性を高めるためαエノラーゼをN末端、C末端、それ以外の中央部に分けて免疫反応性を検討した。橋本脳症患者血清はN末端のみに特異的に反応し、中間部とは反応せず、C末端部位は正常血清でも弱いながら反応することがわかった。米田らはこの橋本脳症患者の血清中にあるαエノラーゼのN末端領域に反応する自己抗体を抗NAE（NH2-terminal of alpha-enolase）抗体と命名した。このヒト培養細胞から合成・精製した組換NAE蛋白は、他のウイルス性脳炎、膠原病などの炎症性疾患や免疫性疾患患者の血清とは反応しないこともあきらかとなり橋本脳症の診断バイオマーカーとして有用であることが判明した。αエノラーゼに対する自己抗体は全身性エリテマトーデスやベーチェット病の患者でも報告されている。しかしこれらの報告で用いられているのは大腸菌で合成・精製された全長のαエノラーゼ蛋白でありNAE蛋白とは異なると米田らは主張している。また前述のようにαエノラーゼは様々な翻訳後修飾をうけることが知られている。
なお抗NAE抗体以外の抗体の報告もいくつかある。
橋本脳症の臨床スペクトラムは抗NAE抗体陽性例で検討されている。注意するべき点としては抗NAE抗体は特異度90％、感度50％の診断マーカーであり抗体陰性であっても橋本脳症は否定出来ない。

### 抗NAE抗体の橋本脳症病態への関与の仮説
橋本脳症において見出された抗NAE抗体が脳症を引き起こす原因と成るかは不明である。いくつかの仮説があるため仮説に関して概説する。
神経へ作用している仮説
抗NAE抗体は髄液中に移行していることが確認されている、また抗NAE抗体陽性小脳失調型橋本脳症（自己免疫性小脳失調症のひとつ）では患者髄液がラット小脳スライスのシナプス伝達を抑制することが明らかになっている。
血管内皮へ作用している仮説
橋本脳症では脳微小血管炎が病理学的に認められるという報告があり、SPECTでも脳血流低下が高頻度に認められることから微小脳循環障害が病態の主体という仮説がある。
どこに分布するαエノラーゼに作用するかという問題
解糖系酵素としてのαエノラーゼは細胞質内に分布しており、こちらに作用する場合は抗NAE抗体がエンドサイトーシスで細胞内に取り込まれる必要がある。プラスミノーゲン受容体としてのαエノラーゼに作用する場合はエンドサイトーシスを介さずに作用できる。抗VGKC抗体複合脳炎では標的分子や標的とするエピトープの差によって臨床症状が異なっており、上記のような作用点の差などで橋本脳症の多彩な臨床症状が説明できる可能性もある。